# Anisodes prunellaria
Anisodes prunellaria là một loài bướm đêm trong họ Geometridae.